# Contre-la-montre féminin aux championnats du monde de cyclisme sur route 2011
Navigation
2010 2012
Le contre-la-montre féminin des championnats du monde de cyclisme sur route 2011 a lieu le 20 septembre 2011 à Copenhague, au Danemark. Il est remporté par l'Allemande Judith Arndt dont c'est le premier titre mondial en contre-la-montre, après cinq médailles d'argent et de bronze obtenues entre 1997 et 2010. Elle a été championne du monde sur route en 2004,,.

## Parcours
Ce contre-la-montre est disputé sur un circuit de 13,9 km dont les coureuses effectuent deux tours, soit une distance de 27,8 km.

## Classement
|                                    | Coureur                  | Pays                       |    | Temps         |
| ---------------------------------- | ------------------------ | -------------------------- | -- | ------------- |
| Médaille d'or, Coupe du Monde      | Judith Arndt             | Allemagne                  | en | 37 min 7 s 38 |
| Médaille d'argent, Coupe du Monde  | Linda Villumsen          | Nouvelle-Zélande           | +  | 21 s 73       |
| Médaille de bronze, Coupe du Monde | Emma Pooley              | Royaume-Uni                |    | 24 s 13       |
| 4                                  | Tara Whitten             | Canada                     |    | 26 s 16       |
| 5                                  | Clara Hughes             | Canada                     |    | 36 s 79       |
| 6                                  | Eleonora van Dijk        | Pays-Bas                   |    | 38 s 88       |
| 7                                  | Rhae-Christie Shaw       | Canada                     |    | 39 s 23       |
| 8                                  | Amber Neben              | États-Unis                 |    | 41 s 09       |
| 9                                  | Emilia Fahlin            | Suède                      |    | 55 s 06       |
| 10                                 | Marianne Vos             | Pays-Bas                   |    | 55 s 77       |
| 11                                 | Ina-Yoko Teutenberg      | Allemagne                  |    | 56 s 14       |
| 12                                 | Shara Gillow             | Australie                  |    | 1 min 0 s 55  |
| 13                                 | Elena Tchalykh           | Azerbaïdjan                |    | 1 min 0 s 84  |
| 14                                 | Emma Johansson           | Suède                      |    | 1 min 1 s 13  |
| 15                                 | Evelyn Stevens           | États-Unis                 |    | 1 min 21 s 73 |
| 16                                 | Olga Zabelinskaïa        | Russie                     |    | 1 min 25 s 20 |
| 17                                 | Julia Shaw               | Royaume-Uni                |    | 1 min 49 s 88 |
| 18                                 | Noemi Cantele            | Italie                     |    | 1 min 58 s 26 |
| 19                                 | Pascale Schnider         | Suisse                     |    | 1 min 58 s 84 |
| 20                                 | Pia Sundstedt            | Finlande                   |    | 2 min 1 s 33  |
| 21                                 | Mélodie Lesueur          | France                     |    | 2 min 4 s 91  |
| 22                                 | Aleksandra Sosenko       | Lituanie                   |    | 2 min 8 s 82  |
| 23                                 | Olena Pavlukhina         | Ukraine                    |    | 2 min 19 s 05 |
| 24                                 | Latoya Brulee            | Belgique                   |    | 2 min 29 s 12 |
| 25                                 | Grete Treier             | Estonie                    |    | 2 min 33 s 78 |
| 26                                 | Leire Olaberría          | Espagne                    |    | 2 min 42 s 41 |
| 27                                 | Christel Ferrier-Bruneau | France                     |    | 2 min 45 s 56 |
| 28                                 | Martina Sáblíková        | Tchéquie                   |    | 2 min 57 s 43 |
| 29                                 | Alexandra Burchenkova    | Russie                     |    | 3 min 1 s 22  |
| 30                                 | Ashleigh Moolman         | Afrique du Sud             |    | 3 min 7 s 52  |
| 31                                 | Taryn Heather            | Australie                  |    | 3 min 8 s 71  |
| 32                                 | Elisa Longo Borghini     | Italie                     |    | 3 min 13 s 09 |
| 33                                 | Michelle Lauge Jensen    | Danemark                   |    | 3 min 19 s 29 |
| 34                                 | Tjaša Rutar              | Slovénie                   |    | 3 min 20 s 45 |
| 35                                 | Eneritz Iturriaga        | Espagne                    |    | 3 min 28 s 91 |
| 36                                 | Alena Amialyusik         | Biélorussie                |    | 3 min 29 s 20 |
| 37                                 | Kataržina Sosna          | Lituanie                   |    | 3 min 33 s 05 |
| 38                                 | Liesbet De Vocht         | Belgique                   |    | 3 min 44 s 95 |
| 39                                 | Valeria Muller           | Argentine                  |    | 3 min 52 s 77 |
| 40                                 | Nontasin Chanpeng        | Thaïlande                  |    | 3 min 59 s 35 |
| 41                                 | Tetyana Riabchenko       | Ukraine                    |    | 4 min 0 s 58  |
| 42                                 | Verónica Leal Balderas   | Mexique                    |    | 4 min 7 s 34  |
| 43                                 | Alenka Novak             | Slovénie                   |    | 4 min 12 s 46 |
| 44                                 | Kathryn Bertine          | Saint-Christophe-et-Niévès |    | 4 min 17 s 64 |
| 45                                 | Monrudee Chapookham      | Thaïlande                  |    | 4 min 21 s 88 |
| 46                                 | Jacqueline Hahn          | Autriche                   |    | 4 min 48 s 44 |
| 47                                 | Dinah Chan               | Singapour                  |    | 4 min 56 s 11 |
| 48                                 | Yelena Antonova          | Kazakhstan                 |    | 5 min 21 s 82 |
| 49                                 | Martina Ruzickova        | Tchéquie                   |    | 5 min 46 s 28 |
| 50                                 | Seba Al-Raai             | Syrie                      |    | 9 min 40 s 76 |
| 51                                 | Claire Fraser            | Guyana                     |    | 9 min 45 s 43 |